# Probole nepiasaria
Probole nepiasaria là một loài bướm đêm trong họ Geometridae.